# Tel grand père, tel petit fils
Pour plus de détails, voir Fiche technique et Distribution.
Tel grand père, tel petit fils (Feather Bluster) est un court métrage d'animation de la série Merrie Melodies réalisé par Robert McKimson qui met en scène Charlie le coq. Le court métrage a été diffusé pour la première fois le 10 mai 1958.

## Fiche technique
Sauf indication contraire, les informations mentionnées dans cette section peuvent être confirmées par la base de données cinématographiques IMDb,  présente dans la section « Liens externes ».
- Réalisation : Robert McKimson
- Scénario : Tedd Pierce, Warren Foster, Charles McKimson et Sid Marcus
- Production : Warner Bros. Cartoons
- Musique originale : Carl Stalling et Milt Franklyn
- Montage : Treg Brown
- Format : 35 mm, ratio 1.37 :1, couleur Technicolor, son mono
- Durée : 7 minutes
- Pays de production :  États-Unis
- Langue : anglais
- Genre : animation,  comédie
- Distribution : 
  - 1958 : Warner Bros. Pictures cinéma
- Date de sortie : 
  - États-Unis : 10 mai 1958

## Distribution
Sauf indication contraire, les informations mentionnées dans cette section peuvent être confirmées par la base de données cinématographiques IMDb,  présente dans la section « Liens externes ».
Voix originale :
- Mel Blanc : Charlie le coq et George P. Dog